# Gare de Villers-la-Tour
Pour les articles homonymes, voir gare de Villers.
La gare de Villers-la-Tour est une ancienne gare ferroviaire belge de la ligne 156, de Hastière à Anor située à Villers-la-Tour, section de la ville de Chimay, en région wallonne dans la province de Hainaut.
Elle est mise en service en 1859 par la Compagnie de Chimay et ferme en 1954.

## Situation ferroviaire
La gare de Villers-la-Tour était établie au point kilométrique (PK) 48,7 de la ligne 156, de Hermeton-sur-Meuse (Hastière) à Anor (France), via Mariembourg et Chimay entre les gares de Chimay et Seloignes.

## Histoire
La Société anonyme du chemin de fer de Mariembourg à Chimay (Compagnie de Chimay) reçoit la concession d'un chemin de fer reliant ces deux villes et se prolongeant jusque Momignies. La section passant par Villers-la-Tour est livrée à l'exploitation en 1859.
La ligne ferme aux voyageurs entre Chimay et Momignies le 15 novembre 1953. Jusqu'en 1984, des trains de marchandises continuent à circuler depuis Mariembourg. Entre 1987 et 1999, les trains touristiques du CFV3V font leur retour, sous la forme d'autorails entre Chimay et Momignies. Le mauvais état de la voie met fin à cette exploitation. Les rails étant arrachés en 2011.

## Patrimoine ferroviaire
Le bâtiment des voyageurs, typique du style de la Compagnie de Chimay avec une tour transversale en son centre a été racheté et agrandi pour servir d'habitation. Il est semblable à celui de la gare d'Agimont-Village.